# Japansk ferams
Japransk ferams (Disporum sessile) är en växtart i släktet Disporum och familjen tidlöseväxter. Den beskrevs av Joseph August Schultes och Julius Hermann Schultes efter David Don.
Arten är en flerårig ört som växer vilt på Sachalin, i Japan, på Koreahalvön och på Taiwan. Den odlas även som prydnadsväxt.

## Varieteter
Arten har fyra varieteter:
- D. sessile var. intermedium
- D. sessile var. micranthum
- D. sessile var. minus
- D. sessile var. sessile